# ヤコブ・バレット・ラウルセン
ヤコブ・バレット・ラウルセン（Jacob Barrett Laursen, 1994年11月17日 - ）は、デンマーク・アーデン地域出身のサッカー選手。ジュピラー・プロ・リーグ・スタンダール・リエージュ所属。ポジションはDF。

## クラブ経歴
オールボーBKのユースチームから2012年にユヴェントスFCのプリマヴェーラに入所。2013年にローン移籍の形でデンマーク・スーペルリーガのオーデンセBKに加入。同年11月1日のFCヴェストシェラン戦でプロデビュー。2014年7月3日にオーデンセへの完全移籍が決定。以降チームの中心選手として活躍した。
2020年6月3日、アルミニア・ビーレフェルトと3年契約を締結した。
2022年7月23日、スタンダール・リエージュに3年契約で移籍した。

## 代表歴
2010年から6年間、各ユース世代のデンマーク代表で活躍。2011 FIFA U-17ワールドカップや2016年のリオデジャネイロオリンピックなどにも出場した。